# Kruisstraat
Kruisstraat  é uma aldeia agrícola no município neerlandês de 's-Hertogenbosch, na província de Brabante do Norte com cerca de 660 habitantes (31 de dezembro de 2008, fonte: CBS).
Kruisstraat pertence ao distrito de Rosmalen Noord e até 1996 fazia parte do antigo município de Rosmalen.
O nome da aldeia (tradução livre em português "Encruzilhada") é devido sua localização no cruzamento de duas estradas principais, em forma de cruz. Embora no local não exista uma igreja, é considerada uma aldeia, porque possui uma escola primária própria e um clube de futebol. Em Kruisstraat há uma pequena capela.
Em Kruisstraat há uma zona industrial: a Bedrijventerrein Kruisstraat.